# MBC 주간 드라마
MBC 주간 드라마는 MBC TV에서 방송했던 드라마 프로그램이었다.

## 개요
미니 시리즈 드라마 형식으로 방송했다.

## 경쟁 프로그램
- KBS 1TV 주간 드라마
- KBS 2TV 주간 드라마
- SBS 주간 드라마
- TV 조선 주간 드라마
- JTBC 주간 드라마
- 채널A 주간 드라마
- tvN 주간 드라마
- ENA 주간 드라마

## 같이 보기
- MBC 월요 드라마
- MBC 화요 드라마
- MBC 수요 드라마
- MBC 목요 드라마
- MBC 금요 드라마
- MBC 토요 드라마
- MBC 일요 드라마